# Federal (Entre Ríos)
Federal é um município da província de Entre Ríos, na Argentina.